# 中野蘭菜
中野 蘭菜（なかの らな、1997年9月10日 - ）は、日本のトランポリン選手。石川県金沢市出身。星稜高等学校を経て、2016年より金沢星稜大学人間科学部スポーツ学科に在学中。名前は父が好きなTVアニメ『未来少年コナン』のヒロイン「ラナ」から採られている。
4歳のときに母が金沢市内のトランポリン教室に通わせたことが、トランポリンを始めるきっかけとなった。中野はトランポリンで宙に浮く感覚が楽しく、週に1回だった教室では不足感を覚え、練習量の多い金沢市内のクラブに籍を移した。クラブでは1日1時間半、週6日の練習をこなし、小学校6年生のときには全日本ジュニア選手権で優勝するという実績も残す。
2014年の南京ユースオリンピックでは銀メダルを獲得。
2016年のリオデジャネイロオリンピックに、女子トランポリン種目の日本代表として出場したが、予選13位で決勝進出はならなかった。